# Туховський Володимир Дмитрович
Володимир Дмитрович Туховський (нар. 19 вересня 1949, Хотин, Чернівецька область, УРСР) — радянський футболіст, захисник, радянський та український футбольний арбітр, тренер. Майстер спорту СРСР з футболу. Провів понад двісті матчів за сімферопольську «Таврію». Після захоплення Криму Росією взяв російське громадянство та пішов на співпрацю з окупаційною владою півострова.

## Кар'єра гравця
Після призову в армію потрапив у московську спортивну роту. Команда представляла гарнізон у чемпіонаті Москви. Там його помітили представники столичного «Динамо» й запросили тренуватися разом з командою. Володимир займався разом з Левом Яшиним й Анатолієм Кожем'якіним. У підсумку він повернувся в рідний Хотин, де виступав за команду району в чемпіонаті Чернівецької області. Пізніше його запросили в чернівецьку «Буковину» з другої ліги СРСР. У команді він став гравцем основного складу, а через рік — капітаном. Під час виступу за «Буковину» на нього величезний вплив мав другий тренер команди Михайло Мельник.
У 1974 році перейшов у сімферопольську «Таврію», яка вийшла в Першу лігу. За словами самого Туховського він також міг перейти в донецький «Шахтар», дніпропетровський «Дніпро» і львівські «Карпати». Його переходом займався адміністратор кримчан Володимир Стахеєв. Перейшовши в «Таврію» він вступив до Кримського державного педагогічного інституту ім. М. В. Фрунзе. Взявши участь у двох матчах турніру дублерів, головний тренер «Таврії» Сергій Шапошников вирішив залишити Володимира в складі команди.
У 1974 році «Таврія» обіграла у фіналі Кубка Української РСР житомирський «Автомобіліст» (4:1). Сезон 1977 року завершився для його команди бронзовими нагородами Першої ліги. У 1978 році головний тренер Сергій Шапошников покинув команду, а начальник команди Анатолій Заяєв і тренер Вадим Іванов перестали ставити Володимира в основний склад. Потім він написав заяву про звільнення з команди.
У 1979 році був гравцем харківського «Металіста» з Першої ліги, де став футболістом основи. Потім, протягом двох років грав у Польщі за радянську групу військ. Завдяки начальнику команди Анатолію Глухоєдову в 1982 році повернувся до Сімферополя, де провів ще три сезони.
Туховський є рекордсменом «Таврії» за кількістю матчів у Першій лізі СРСР — понад двісті поєдинків. У 2010 році сайт Football.ua включив його до списку 50 найкращих гравців «Таврії», де він зайняв 25 місце, а в 2013 році журналіст Гаррінальд Немировський включив його до символічної збірної «Таврії» другого десятиліття існування клубу.

## Тренерська й суддівська кар'єра
По закінченню кар'єри футболіста розпочав працювати в дитячо-юнацькій футбольній школі і паралельно почав займатися суддівством. Спочатку обслуговував ігри чемпіонату Сімферополя й Криму. Потім були чемпіонат України серед колективів фізкультури, Друга, Перша ліга і Вища ліга СРСР. Разом з арбітром Георгієм Ільяковим був єдиним арбітром всесоюзної категорією з Криму. Обслуговував матчі Другої, Першої та Вищої ліги України, будучи арбітром національної категорії. Обслуговував матч за третє місце в чемпіонаті України 1992 року, між дніпропетровським «Дніпром» і донецьким «Шахтарем».
Матч 1 листопада 1992 року, «Верес» — «Волинь», завершилася трьома червоними картками гравцям з боку Туховського. У матчі чемпіонату України 19 вересня 1996 року, коли запорізьке «Торпедо» приймало київське «Динамо», Туховський вперше в історії Вищої ліги України замінив суддю. Тоді він змінив Ігора Хібліна. Також працював боковим суддею. Завершив кар'єру арбітра в 48 років.
Працюючи дитячим тренером, разом з Леонідом Черновим виховував футболістів 1976 року народження, серед його вихованців були Сергій Величко, Сергій Ветренніков, Юрій Донюшкін, Олексій Осіпов, Олексій Храмцов, Володимир Мартинов. Туховський тоді був завучем дитячої спортивної школи. Влітку 1999 року увійшов до тренерського штабу «Таврії» під керівництвом Анатолія Коробочки. Пропрацював там протягом півроку.
Також займався інспекцією матчів чемпіонатів України, був віце-президентом федерації міні-футболу Криму. Допомагав у становленні кримських суддів, серед яких Юрія Вакса й Анатолія Жабченка. Був віце-президентом Асоціації футбольний арбітрів України. У 2006 році увійшов до головної суддівської колегії чемпіонату Криму. У грудні 2013 року стало засновником громадської організації «Кримська республіканська федерація футзалу». Також входив до комітету розвитку футболу в регіонах Криму. Після захоплення Криму росіянами пішов на співпрацю з окупантами й іншими кримськими колаборантами. Був кандидатом на посаду голови Республіканської Федерації футболу Криму в березні 2016 року. Голова Комітету арбітрів Криму.
З 1998 року займається приватним підприємництвом, був перевізником.

## Досягнення
- Перша ліга СРСР
  -  Бронзовий призер (1): 1977

- Кубок УРСР
  -  Володар (1): 1974

## Стиль гри
Туховський грав на позиції захисника. Під час виступів у «Буковині» він був центральним захисником, а в «Таврії» — заднім захисником. Міг зіграти на позиціях «ліберо» і «стоппер», а також на краю оборонної лінії. За свою непоступливість під час боротьби отримав прізвисько «Піночет». Журналіст Гаррінальд Немирівський відзначав «жорсткість» Туховського в грі, вдалі дії в єдиноборствах, високу швидкість і гру головою. Партнер по команді Анатолій Коробочка згадував, що в одному з матчів з «Кайратом» Туховський зробив підкат проти нападника Анатолія Іонкіна, після чого той просив головного тренера Всеволода Боброва не випускати його на поле.

## Особисте життя
Дружина — Ганна, дві дочки — Катерина й Оксана. Віросповідання — православ'я.

## Статистика
| Сезон | Клуб     | Ліга       | Чемпіонат | Чемпіонат | Кубок | Кубок |
| Сезон | Клуб     | Ліга       | Матчі     | Голи      | Матчі | Голи  |
| ----- | -------- | ---------- | --------- | --------- | ----- | ----- |
| 1974  | «Таврія» | Перша ліга | 14        | 0         |       |       |
| 1975  | «Таврія» | Перша ліга | 28        | 0         |       |       |
| 1976  | «Таврія» | Перша ліга | 34        | 0         | 3     | 0     |
| 1977  | «Таврія» | Перша ліга | 38        | 3         | 1     | 0     |
| 1978  | «Таврія» | Перша ліга | 28        | 2         | 2     | 0     |
| 1979  | Металіст | Перша ліга | 46        | 2         | 4     | 1     |
| 1982  | «Таврія» | Перша ліга | 33        | 1         | 7     | 0     |
| 1983  | «Таврія» | Перша ліга | 31        | 1         |       |       |
| 1984  | «Таврія» | Перша ліга | 27        | 0         | 2     | 0     |

Джерела:
- Статистика — Профіль футболіста на сайті FootballFacts.ru (рос.)